# Tour de Flandes 1999
El Tour de Flandes 1999 fou la 83a edició del Tour de Flandes. La cursa es disputà el 4 d'abril de 1999, amb inici a Bruges i final a Meerbeke i un recorregut de 270 quilòmetres. El vencedor final fou el belga Peter Van Petegem per davant dels seus compatriotes Frank Vandenbroucke i Johan Museeuw.
Va ser la segona cursa de la Copa del Món de ciclisme de 1999.

## Classificació final
|    | Ciclista                  | Equip                 | Temps      |
| -- | ------------------------- | --------------------- | ---------- |
| 1  | Peter Van Petegem (BEL)   | TVM-Farm Frites       | 6h 15' 00" |
| 2  | Frank Vandenbroucke (BEL) | Cofidis               | m. t.      |
| 3  | Johan Museeuw (BEL)       | Mapei-Quick Step      | + 01"      |
| 4  | Michele Bartoli (ITA)     | Mapei-Quick Step      | + 06"      |
| 5  | Zbigniew Spruch (POL)     | Lampre-Daikin         | m. t.      |
| 6  | Markus Zberg (SUI)        | Rabobank              | m. t.      |
| 7  | Andrei Txmil (BEL)        | Lotto-Mobistar        | m. t.      |
| 8  | Tristan Hoffman (NED)     | TVM-Farm Frites       | m. t.      |
| 9  | Denis Zanette (ITA)       | Polti                 | m. t.      |
| 10 | Lars Michaelsen (DEN)     | La Française des Jeux | m. t.      |